# Catacombes de Saint-Sébastien

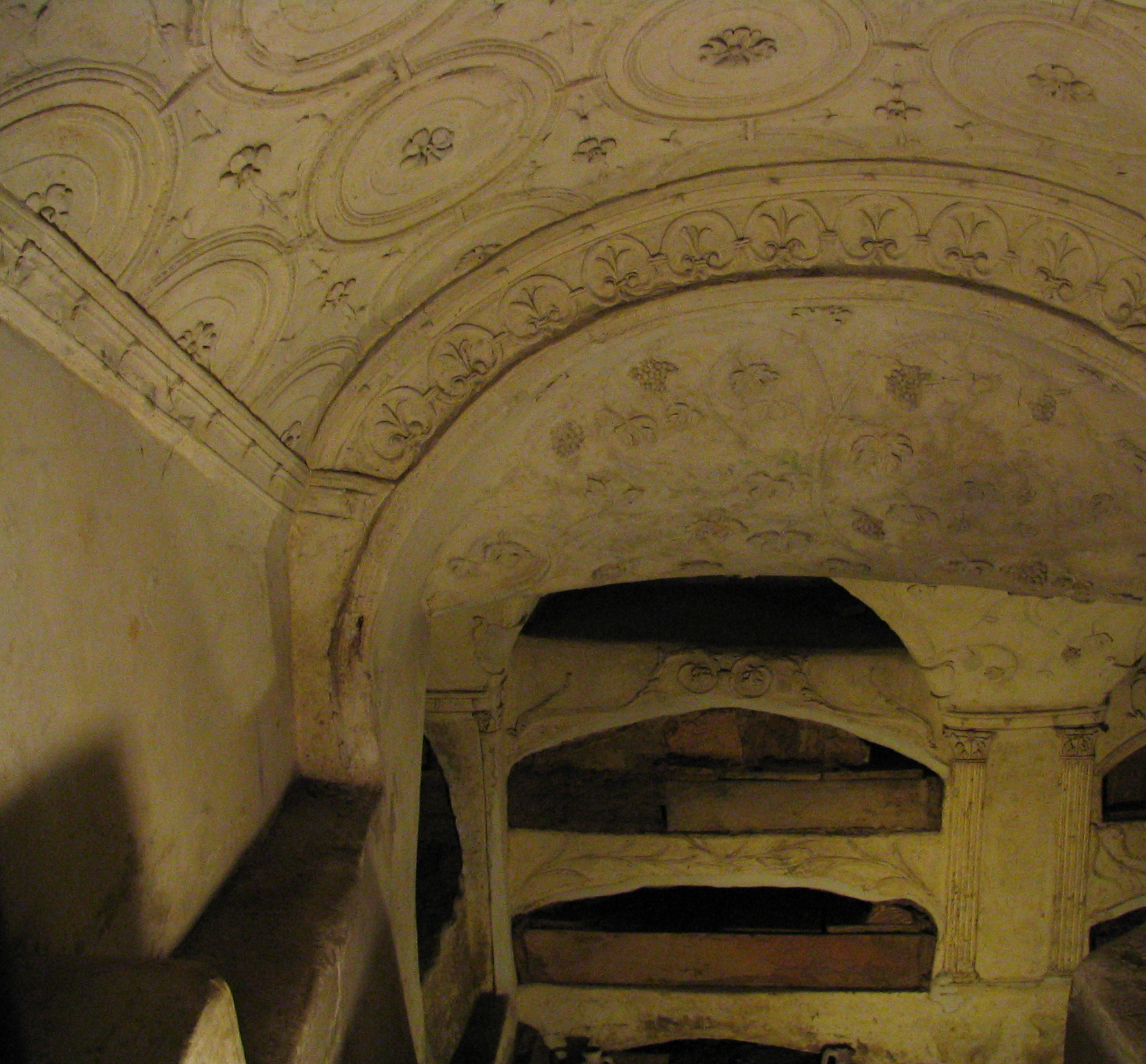
Vues des ornementations de la voûte et des banquettes.

Les catacombes de Saint-Sébastien sont un cimetière hypogée situé près de la Voie Appienne à Rome, dans l'actuel quartier Ardeatino. Son entrée se trouve sous la basilique Saint-Sébastien-hors-les-Murs. C'est l'un des rares cimetières de l'Église primitive encore accessible.

## Historique
Les catacombes de Saint-Sébastien sont fondées au IIIe siècle, et cessent de servir de cimetière au Ve siècle. Ce cimetière se trouve à l'emplacement d'un ancien cimetière païen qui a peu à peu été utilisé par les chrétiens. Le terme de catacombes est employé par extension, car il existe des galeries souterraines.
Au second étage de ces catacombes reposait le corps de saint Sébastien. Il fut transféré dans la basilique des Apôtres lors de la construction de celle-ci au Ve siècle. Une tradition chrétienne rapporte en effet qu'en 258, au cours des persécutions de Valérien, les reliques de Pierre et Paul furent placées temporairement dans ces catacombes appelées à cette époque « Memoria Apostolorum », des graffiti sur les murs attestant du culte des deux saints. Cette basilique prit le nom de saint Sébastien au XIe siècle.
C'est ici que les fondateurs des résurrectionnistes émirent leurs vœux en 1842.

## Description
Ces catacombes comportent trois étages. Il contenait environ 65000 sépultures. Dans les galeries, on découvre des fresques avec des thématiques ornementales caractéristiques des premiers chrétiens, comme un orant, l'histoire de Jonas (IVe siècle), le miracle de saint Gérase, les initiales de Jésus-Sauveur en grec (le chrisme)... La Piazzola, entrée originelle de ces catacombes abrite trois mausolées bien conservés : il s'agit de monuments païens réutilisés par les chrétiens.